# Накайя, Укисиро
Укиси́ро Нака́йя, иногда Укихи́ро Нака́йя (1900 — 1962) — японский профессор, специалист по физике атмосферного льда, получивший известность благодаря исследованию природных ледяных кристаллов (снежинок).
Укисиро Накайя работал в университете Хоккайдо в Саппоро. В 1935 году он там построил небольшую лабораторию для изучения льда и 12 марта 1936 года им была выращена первая искусственная снежинка. Этот момент увековечен гранитным монументом с изображённым на нём ледяным кристаллом, который был возведён в университетском парке.
Накайя исследовал зависимость образования снежинок разных конфигураций от температуры и влажности. Также, им был проведён большой объём работы по изучению физических процессов, сопровождающих обрастание льдом авиатехники в полёте. Он также внёс существенный вклад в разработку антиобледенительных мер. Кроме этого, благодаря его усилиям были выяснены многие детали механизма формирования льда в атмосфере Земли.
Укисиро Накайя приложил много усилий для создания в Саппоро Института низких температур. Он занимал должность директора этого института с 1943 по 1953 год.